# Butler-familien (Artemis Fowl)
Butler-familien er en familie af kampsportsudøvere og bodyguards i fantasy-serien Artemis Fowl af den irske forfatter Eoin Colfer. I serien bliver kun fire medlemmer nævnt; Domovoi Butler ("Butler") hans lillesøster Juliet, der også er en af de primære karakterer, og Butlers onkel, kendt som Majoren samt en fjern forfader Virgil Butler.
Det afsløres allerede i den første bog i serien Butler-familien har haft en tradition med at tjene Fowl-familien som bodyguard i flere århundreder. Det første eksempel var Virgil Butler, der var tjener, bodyguard og kok for Lord Hugo de Fóle i 1000-tallet under korstogene. Ifølge bøgerne har flere sprogforskere fremsat teorier om at det er oprindelsen til termen "butler".
Når først en Butler og en Fowl er blevet parret, så er det for livet. Det vides ikke, hvad der sker, hvis en Butler dør i tjeneste, andet end at familien modtager et erstatningsbeløb samt en månedlig pensionsudbetaling. Jobbet hos Fowl-familien beskrives som krævende, men ensomt, men at lønnen er "fyrstelig". En Butler afslører aldrig sit fornavn til deres ansatte for at undgå at blive for personlige. I Evighedskoden afslører (Domovoi) Butler sit navn til Artemis Fowl II, da han er ved at dø. Da han senere bliver genoplivet af Holly Short bliver Artemis Fowl således den første Fowl, der kender fornavnet på et levende medlem af Butler-familien.

## Træning
Børnene i Butler-familien starter deres træning, når de er 10 år. Det foregår på et privat træningscenter i Israel kaldet Madame Kos Bodyguardakademi, hvor de lærer Cordon Bleu madlavning, skarpskydning og en blanding af kampsport, medicin og informationsteknologi. Hvis der ikke er en Fowl at beskytte, når træningen er afsluttet finder de hurtigt ansættelse hos forskellige fyrstehoffer i Monaco eller Saudi Arabien.

## Domovoi Butler
Domovoi Butler, blot kendt som "Butler", er en stor man af eurasier, mere specifik russisk-japansk. Han er velkendt i bodyguard-kredse som en af de dødeligste mænd i verden. Han er også den eneste person nogensinde, der har kæmpet med en trold og vundet (selvom det foregik iført rustning). Han er over 2 m høj, og beskrives som "essensen af underspillet effektivitet", og foretrækker et simpelt sort jakkesæt. Han har kort karseklippet hår og er glatbarberet. Efter at at være blevet skudt af en anden bodyguard, Arno Blunt, i Evighedskoden har han et lille stykke kevlar permanent siddende i overkroppen. Genoplivningen kostede ham omkring 15 leveår, men feernes magi gjorde også, at han stadig ser ung ud. I Den Sidste Vogter bliver han ramt af en sort magi i brystet, der ødelægger hans hjerte så han ikke længere kan være så fysisk aktiv.
Butler er bodyguard for Artemis Fowl II, hvilket han blev da Artemis blev født. Han er uddannet på Kos Akademi, og har haft forskellige opgaver for efterretningstjeneste og regeringer verden over. Han bliver beundret af deres allierede for hans dedikation til Artemis' mål og hans styrke, der har spillet en vigtig rolle i deres mange eventyr. Hans kontakter har også været meget nyttige for Artemis ved flere lejligheder. Selvom en Butler og en Fowl normalt skal have et distanceret forhold, så opfatter Butler nærmeste Artemis som en ven.
Selvom Butler er dødelig med de bare næver, så er han veltrænet i alle typer våben. Han bærer normalt en 9mm SIG Sauer pistol, en derringer med to skud i det ene ærme, kasteknive, garrotteringssnor og et knippel. Han bruger også en middelalder-stridskølle (mod trolden), en riffel go en række våben fra fe-verdenen.

## Juliet Butler
Juliet Butler er Butlers lillesøster. Det nævnes, at hun er den eneste person, der har fået Butler til at grine ved flere lejligheder. Butler er meget glad for sin søster og mindes at hans gladeste barndomsminde var da han som "teenager lærte sin søster at lave cirkelspark i sandkassen". Hun er 4 år ældre end Artemis Fowl. Hendes hår er lyst, hvilket nogle finder meget attraktivt, og blå øjne. Hun er glad for wrestling.
Hun spiller en stor rolle i Evighedskoden, da Butler grundet sin genoplivning har svært ved at udfylde sin normale rolle i Artemis' plan, der er fysisk krævende. Hun forsøgte at matche Butlers rekord med at afslutte sin træning på madams Kos Akademi i en alder af 18 år, men det lykkedes ikke grundet hendes barnlighed. Hun fik heller ikke den Blå Diamant-tatovering som de bedste elever på akademiet får - hvilket Butler har.
Efter begivenhederne i Evighedskoden opgiver hun karrieren som bodyguard for i stedet at blive professionel wrestler under navnet Jadeprinsessen.
Juliet optræder ikke i Opals Hævn, men i Atlantiskomplekset rejser Butler til Mexico, fordi han tror hun er i fare, men først da han kommer forsøger Turnball Root at gøre det af med dem begge ved brug af mesmeriserede wrestlingfans, der angriber dem.

## Majoren
Butlers onkel, kendt som "Majoren", var bodyguard for Artemis Fowl I. Han gik også på Madame Ko's Bodyguardakademi. Det nævnes allerede i Artemis Fowl, og bliver yderligere uddybet i Det Arktiske Intermezzo at han døde under eksplosionen på Fowl Star. Hans lig var endt på et ligkapel i Tjerskij.

## Virgil Butler
Virgil Butler var tjener for Lord Hugo de Folé. Den første Butler, der blev parret med en Fowl.